# Takaši Mizuno
Takaši Mizuno (* 28. duben 1931) je bývalý japonský fotbalista.

## Klubová kariéra
Hrával za Yuasa Batteries.

## Reprezentační kariéra
Takaši Mizuno odehrál za japonský národní tým v roce 1955 celkem 1 reprezentační utkání.

## Statistiky
| Japonsko | Japonsko | Japonsko |
| Roky     | Záp.     | Góly     |
| -------- | -------- | -------- |
| 1955     | 1        | 0        |
| Celkem   | 1        | 0        |